# بوركان (كرج)
بوركان هي قرية في مقاطعة كرج، إيران. يقدر عدد سكانها بـ 263 نسمة بحسب إحصاء 2016.